# ミラン・ペイルス
ミラン・ペイルス（Milan Pales、1992年3月1日 - ）は、スロバキアの男性キックボクサー。ジリナ出身。Diamond gym Zilina所属。

## 来歴
2014年11月21日、FFC 15において-70kg契約でサモ・ペティと対戦し2RKO負け。
2016年4月23日、Enfusionでウィリアム・ディンダーと対戦し1RKO勝ち。
2016年6月18日、W5 & Rebuy Stars "Fortune Favors the Brave"でヴラド・トゥイノフと対戦し延長判定勝ち。
2018年4月15日、Kunlun Fight 72でマルアン・トゥトゥと対戦し3RTKO負け。
2019年2月11日、 Enfusionでノルディン・ベン・モーと対戦し判定負け。
2020年3月22日、K-1 WORLD GP 2020 JAPAN ～K'FESTA.3～に参戦。第3代スーパー・ウェルター級王座決定トーナメントにおいて1回戦で城戸康裕と対戦し2RKO負け。

## 獲得タイトル
- FKR-PROウェルター級王者